# Hofstetten-Grünau
Hofstetten-Grünau ist eine Marktgemeinde mit 2693 Einwohnern (Stand 1. Jänner 2025) im Bezirk St. Pölten in Niederösterreich.

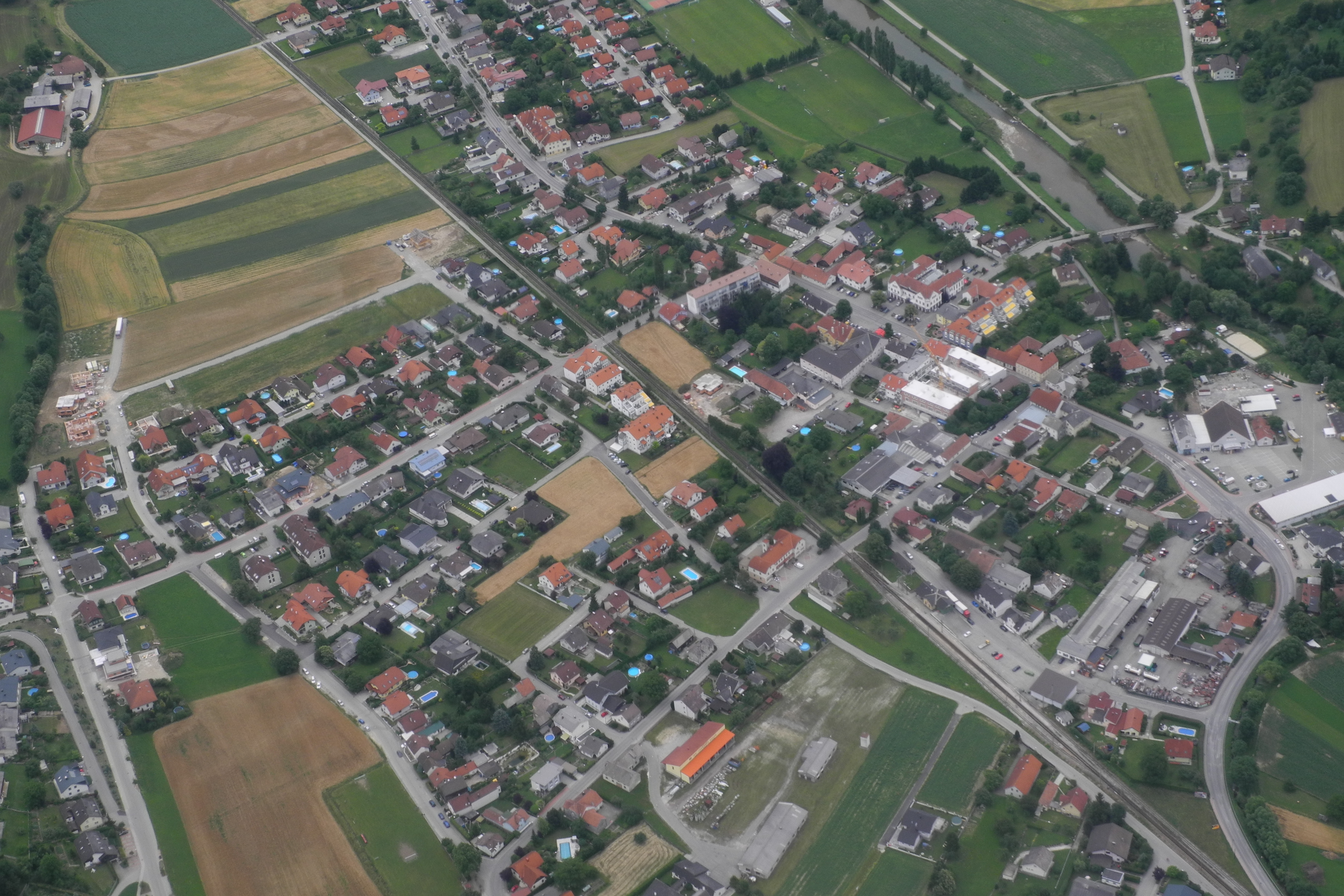
Luftaufnahme von Hofstetten-Grünau.

## Geografie
Hofstetten-Grünau liegt rund 15 Kilometer südwestlich von St. Pölten im Tal der Pielach im Mostviertel in Niederösterreich. Die niedrigste Höhe im Gemeindegebiet beträgt 309 Meter über dem Meeresspiegel. Die höchste Erhebung ist die Plambachecker Höhe mit 623 Meter. 
Die Fläche der Marktgemeinde umfasst 35,93 Quadratkilometer. Davon sind 64 Prozent landwirtschaftliche Nutzfläche und 29 Prozent der Fläche sind bewaldet.

### Gemeindegliederung
Das Gemeindegebiet umfasst folgende acht Ortschaften (in Klammern Einwohnerzahl Stand 1. Jänner 2025):
- Aigelsbach (125)
- Grünau (311)
- Grünsbach (353) samt Schreiberhof
- Hofstetten (1170)
- Kammerhof (240)
- Mainburg (345)
- Plambach (70)
- Plambacheck (79)

Die Gemeinde besteht aus den Katastralgemeinden Aigelsbach, Grünau, Grünsbach, Hofstetten, Kammerhof, Mainburg, Plambach und Plambacheck.

### Nachbargemeinden
| Bischofstetten (ME) | Weinburg                                    |               |
| Kilb (ME)           | Kompassrose, die auf Nachbargemeinden zeigt | Wilhelmsburg  |
|                     | Rabenstein                                  | Eschenau (LF) |

## Geschichte
Die erste urkundliche Erwähnung des Ortes Hofstetten erfolgte als „decimationem vinearum ad Hovestetin“ (Zehent von Weingärten in Hofstetten) zwischen 1072 und 1091 in einem Stiftungsbrief des Stiftes Göttweig. Im Jahr 1184 starb mit Chunrat der letzte Vertreter der Herren von Hofstetten. Ihnen folgten die Herren von Mainburg. Sie errichteten eine Burg am „Mainberch“ und herrschten bis 1591.
Durch Abtrennung von Kilb wurde Grünau bereits zu Beginn des 12. Jahrhunderts eine eigenständige Pfarre. Diese schloss bis 1283 auch das Gebiet von Rabenstein mit ein. Ab 1580 waren im Zuge der Reformation evangelische Geistliche tätig, 1670 wurde Grünau wieder katholisch.
„Höfstetten in der Grünau“ wird der Ort 1629 genannt, als man mit der Matrikenführung begann. 1751 erhält Hofstetten das Marktrecht. Zwanzig Jahre später werden erstmals Hausnummern und Straßenbezeichnungen verwendet, zum Beispiel die Färbergasse.
Im August 1850 entstand die heutige politische Gemeinde, die den Namen der Pfarre „Grünau“ erhielt. Bei der ersten Bürgermeisterwahl wurde der Wirt und Krämer Franz Kraus gewählt. In der Zeit 1896 bis 1898 wird die Mariazellerbahn gebaut, von 1904 bis 1910 die 2. Wiener Hochquellenwasserleitung.
Am 15. April 1996 erfolgte die Änderung des Gemeindenamens in Hofstetten-Grünau.

### Trivia
Im Sommer 2015 rückte ein seltener Vorfall die Gemeinde Hofstetten-Grünau und den dortigen Badesee in ein überregionales Licht. Ein Hecht attackierte einen Buben in einem Badeteich der Gemeinde. Im Juli 2018 wurde die Gemeinde zu einer Schmerzensgeldzahlung von 14.000 Euro verurteilt.

### Einwohnerentwicklung
| Hofstetten-Grünau: Einwohnerzahlen von 1869 bis 2025 | Hofstetten-Grünau: Einwohnerzahlen von 1869 bis 2025 | Hofstetten-Grünau: Einwohnerzahlen von 1869 bis 2025 | Hofstetten-Grünau: Einwohnerzahlen von 1869 bis 2025 | Hofstetten-Grünau: Einwohnerzahlen von 1869 bis 2025 |
| ---------------------------------------------------- | ---------------------------------------------------- | ---------------------------------------------------- | ---------------------------------------------------- | ---------------------------------------------------- |
| Jahr                                                 |                                                      |                                                      |                                                      | Einwohner                                            |
| 1869                                                 | 1869                                                 |                                                      | 1.690                                                | 1.690                                                |
| 1880                                                 | 1880                                                 |                                                      | 1.808                                                | 1.808                                                |
| 1890                                                 | 1890                                                 |                                                      | 1.766                                                | 1.766                                                |
| 1900                                                 | 1900                                                 |                                                      | 1.707                                                | 1.707                                                |
| 1910                                                 | 1910                                                 |                                                      | 1.839                                                | 1.839                                                |
| 1923                                                 | 1923                                                 |                                                      | 1.912                                                | 1.912                                                |
| 1934                                                 | 1934                                                 |                                                      | 1.864                                                | 1.864                                                |
| 1939                                                 | 1939                                                 |                                                      | 1.919                                                | 1.919                                                |
| 1951                                                 | 1951                                                 |                                                      | 1.978                                                | 1.978                                                |
| 1961                                                 | 1961                                                 |                                                      | 1.997                                                | 1.997                                                |
| 1971                                                 | 1971                                                 |                                                      | 2.054                                                | 2.054                                                |
| 1981                                                 | 1981                                                 |                                                      | 2.084                                                | 2.084                                                |
| 1991                                                 | 1991                                                 |                                                      | 2.449                                                | 2.449                                                |
| 2001                                                 | 2001                                                 |                                                      | 2.569                                                | 2.569                                                |
| 2011                                                 | 2011                                                 |                                                      | 2.570                                                | 2.570                                                |
| 2021                                                 | 2021                                                 |                                                      | 2.724                                                | 2.724                                                |
| 2025                                                 | 2025                                                 |                                                      | 2.693                                                | 2.693                                                |
| Quelle(n): Statistik Austria, Gebietsstand 1.1.2021  |                                                      |                                                      |                                                      |                                                      |

## Kultur und Sehenswürdigkeiten
- Pfarrkirche Hofstetten-Grünau

## Wirtschaft und Infrastruktur

### Wirtschaftssektoren
Hofstetten-Grünau ist eine landwirtschaftlich geprägte Gemeinde. Von den 126 landwirtschaftlichen Betrieben des Jahres 2010 wurden 86 im Haupt- und vierzig im Nebenerwerb geführt. Im Produktionssektor arbeiteten 41 der 65 Erwerbstätigen in der Bauwirtschaft. Die wichtigsten Arbeitgeber im Dienstleistungssektor waren die Bereiche Handel (116), soziale und öffentliche Dienste (85) und Beherbergung und Gastronomie (52 Mitarbeiter).
| Wirtschaftssektor            | Anzahl Betriebe | Anzahl Betriebe | Erwerbstätige | Erwerbstätige |
| Wirtschaftssektor            | 2011            | 2001            | 2011          | 2001          |
| ---------------------------- | --------------- | --------------- | ------------- | ------------- |
| Land- und Forstwirtschaft 1) | 126             | 146             | 193           | 177           |
| Produktion                   | 16              | 11              | 65            | 92            |
| Dienstleistung               | 103             | 89              | 299           | 288           |

1) Betriebe mit Fläche in den Jahren 2010 und 1999

### Arbeitsplätze, Pendler
Im Jahr 2011 lebten 1354 Erwerbstätige in Hofstetten-Grünau. Davon arbeiteten 387 in der Gemeinde, mehr als siebzig Prozent pendelten aus.

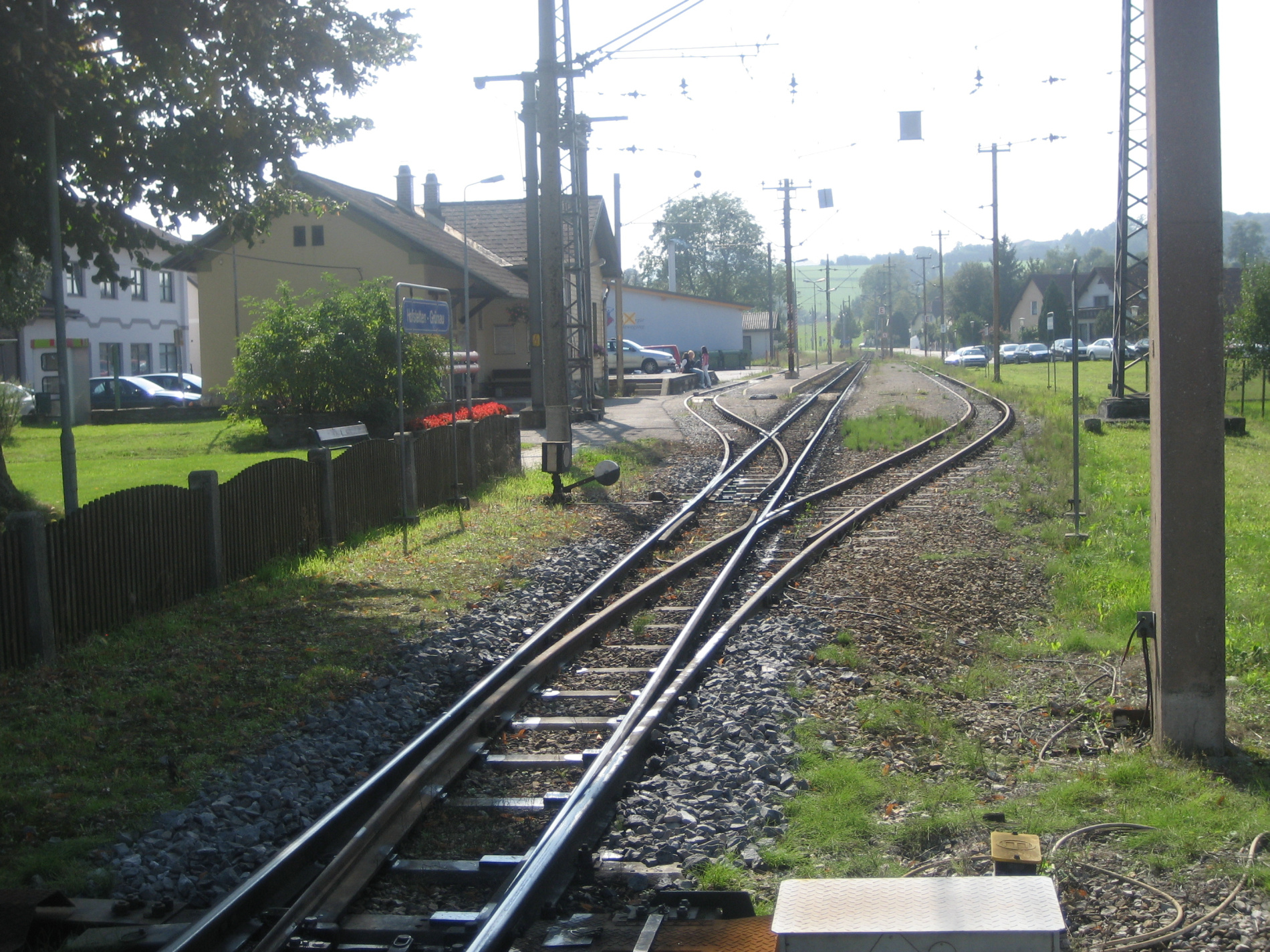
Bahnhof Hofstetten-Grünau.

### Verkehr
- Eisenbahn: Durch das Gemeindegebiet verläuft die Mariazellerbahn mit einer stündlichen Verbindung nach St. Pölten. Auf Gemeindegebiet liegen die Stationen Kammerhof, Hofstetten-Grünau und Mainburg.[11]
- Straße: Die Pielachtal Straße B 39 bietet eine Verbindung nach Ober-Grafendorf und zur West Autobahn A1.
- Rad: Der Pielachtalradweg beginnt in Melk beim Donauradweg und führt über 57 Kilometer und 190 Höhenmeter nach Loich.[12]

### Öffentliche Einrichtungen
In der Gemeinde gibt es einen Kindergarten, zwei Volksschulen und eine Mittelschule.

## Politik

### Gemeinderat
Im Marktgemeinderat gibt es nach der Gemeinderatswahl am 26. Jänner 2020 bei insgesamt 21 Sitzen folgende Mandatsverteilung:
| Partei                           | 2020    | 2020    | 2015  | 2015    |
| Partei                           | Prozent | Mandate | %     | Mandate |
| -------------------------------- | ------- | ------- | ----- | ------- |
| ÖVP Hofstetten-Grünau            | 69,48   | 15      | 65,01 | 14      |
| Zukunft Hofstetten-Grünau SPÖ 1) | 21,78   | 4       | 22,82 | 5       |
| FPÖ                              | 8,74    | 2       | 12,12 | 2       |

1) Die Partei trat 2015 unter dem Namen SPÖ an.

### Bürgermeister

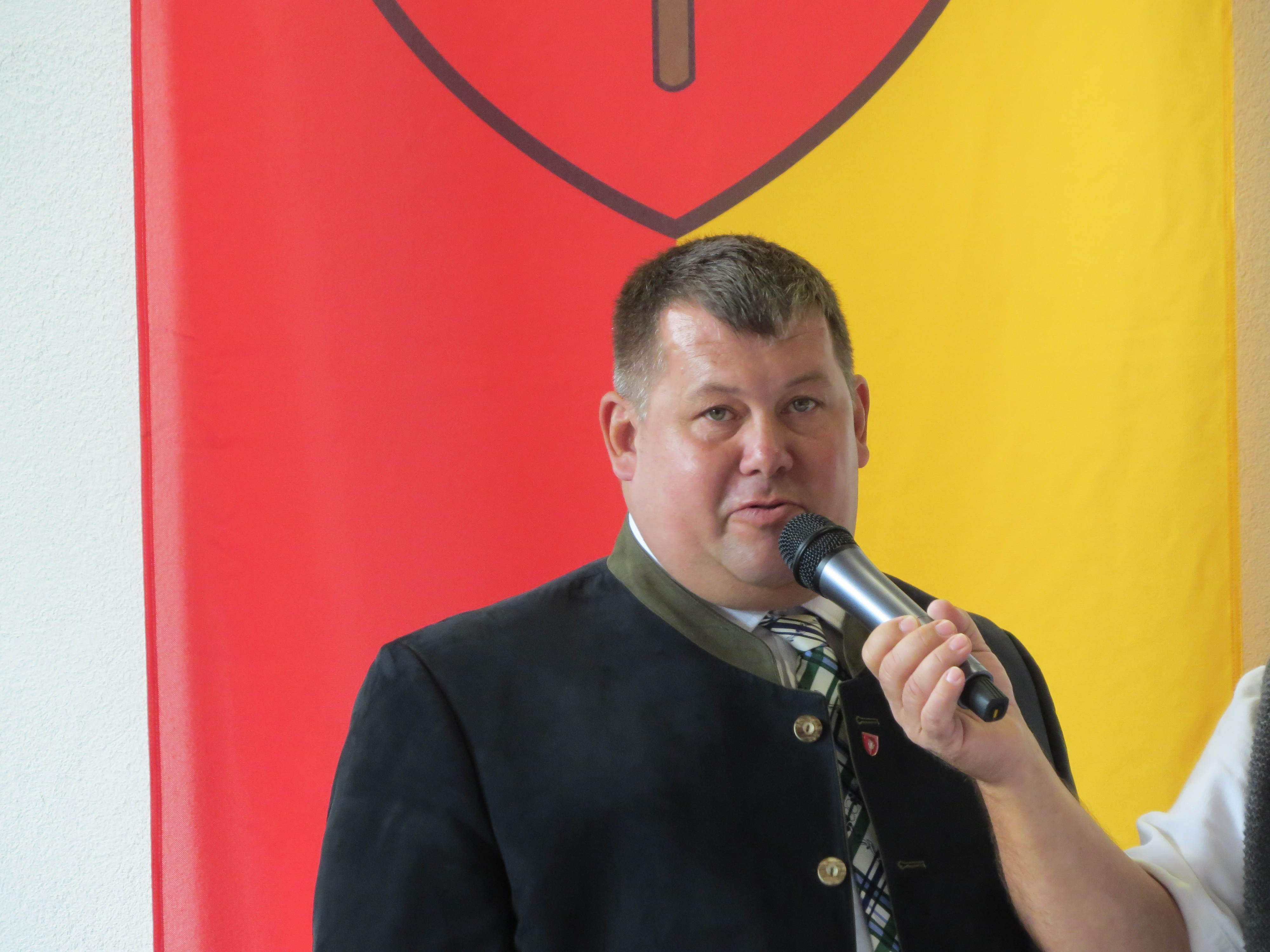
Arthur Rasch bei der Eröffnungsfeier des neuen Feuerwehrhauses in Hofstetten-Grünau (2018)

Bürgermeister der Marktgemeinde ist seit 9. Dezember 2014 Arthur Rasch. Er folgte Josef Hösl, der nach fast 27 Jahren als Bürgermeister sein Amt zur Verfügung stellte.

### Wappen
Im Jahr 1979 wurde der Gemeinde Grünau folgendes Wappen verliehen: Ein roter Schild, belegt mit einem aufrechtstehenden naturfarbenen Holzhammer, dessen Stiel durch eine dreizackige goldene Krone gezogen ist. Die vom Gemeinderat der Marktgemeinde festgesetzten Gemeindefarben Rot-Gold wurden genehmigt. Das Wappen wurde auch nach der Änderung des Gemeindenamens beibehalten.

## Persönlichkeiten
- Die Mystikerin Agnes Blannbekin (um 1250–1315) wurde vermutlich in Plambach geboren
- Hermann Mentil (1940–2020), Kaufmann, Politiker und Abgeordneter zum Nationalrat
- Amélie van Tass (* 1987) stammt aus Hofstetten-Grünau

### Ehrenbürger
- Josef Hösl, ehemaliger Bürgermeister (2015)